# حقل تنين للغاز الطبيعي
حقل تـَنين للغاز ((بالعبرية: מאגר תנין‏), «خزان التمساح»)، هو خزان للغاز الطبيعي على بعد 120 كم من شاطئ إسرائيل. وهو سابع حقل غاز طبيعي يتم اكتشافه في إسرائيل.
أعلنت نوبل إنرجي في 5 فبراير 2012 أن الحفار إنسجو 5006 (وكان اسمه سابقاً پرايد نورث أمريكا) عثر على غاز على عمق 5.500 متر.. وتضع التقديرات الأولية حجم الغاز الطبيعي في تنين بنحو 1.2-1.3 تريليون قدم مكعب. وجاء في تقرير لاحق أن حجم الغاز الموجود في الحقل يصل إلى 1.1 تريليون قدم مكعب من الغاز الطبيعي : 0.6 TCF احتياطي مؤكد (contingent) 0.5 TCF احتياطي محتمل. تكوينات تانين جزء من رخصة ألون-أ، والتي تتقاسمها ثلاث شركات: نوبل إنرجي (47%)، دلك للحفر (26.5%)، وأڤنر لاستكشاف النفط (26.5%). ويعتبر حقل تنين ثالث أكبر حقول الغاز الطبيعي في إسرائيل.
وفي 17 نوفمبر 2015 أعلنت شركة نوبل إنرجي عن بيع حصتها البالغة 47.059% في حقلي تنين وكاريش لشريكتها فيهما، شركة دلك الإسرائيلية. وفي 4 يوليو 2016، أعلنت شركة دِلِك عن احتمال بيعها الحقلين لقطب الاستثمارات العقارية الأمريكي لاري ميزل. مما يعكس نفور شركات الطاقة من الحقلين.

## وصلات خارجية
- Ensco 5006